# 三上英昭
三上 英昭（みかみ ひであき、1944年12月1日 - ）は、日本の元裁判官。元札幌地方裁判所所長。北海学園大学元教授。中央大学法学部卒業。北海道夕張市出身。

## 経歴
- 1969年　静岡地方裁判所判事補任官
- 1972年　横浜家庭裁判所判事補
- 1974年　横浜地方裁判所判事補
- 1975年　旭川地方・家庭裁判所判事補
- 1978年　東京地方裁判所判事補
- 1979年　東京地方裁判所判事
- 1981年　釧路地方・家庭裁判所帯広支部長
- 1986年　札幌地方・家庭裁判所判事
- 1987年　札幌地方・家庭裁判所部総括判事
- 1988年　札幌高等裁判所事務局長
- 1993年　東京地方裁判所部総括判事

司法研修所教官を経て
- 2000年　札幌地方裁判所所長
- 2003年　定年退官後、公証人
- 2005年　北海学園大学大学院法務研究科教授（実務家教授）
- 2013年　札幌法務局民事行政部総務課長　口頭指導
- 2016年 北海学園大学定年退職

## 主な担当訴訟
主に刑事裁判を担当。
- リクルート事件
- 地下鉄サリン事件・林郁夫被告の一審公判（一審東京地裁裁判長・判決直前に山室惠判事と交代し判決は言い渡さず）
- 三上英昭公証人の一般論　銀行の貸金庫の契約者が死亡した場合、貸金庫を開けるには、基本的に、相続人全員の印鑑証明書付き同意書、又は、承諾書を提出する必要がありますが、遺言者が銀行の貸金庫を利用している場合、遺言書にその貸金庫の開扉権限を遺言執行者に付与する旨を記載しておけば、遺言執行者の権限としてその貸金庫を開扉でき、相続人全員の協力を求める必要はありません。　　本件に係る公正証書遺言について、札幌大通公証役場の三上英昭公証人からあなた様に説明がされたところですが、遺言書作成時に、遺言者の意思として貸金庫の開扉に関する事項が記載されていれば、今回のようなトラブルは回避できとものと思われます。（札幌法務局民事行政部総務課）

## 公証倫理委員会新設
- その品位の保持を図る観点から、公証業務の遂行上、公証人の職務に関する倫理要綱に反し、①公証制度若しくは公証事務に対する国民の信頼を著しく損ねるおそれのある行為または②非違行為若しくは③品位を害する行状に該当するおそれのある行為が認められる場合に対処するための組織として、平成26年6月に日本公証人連合会に公証倫理委員会を新設するとともに、その活動基準となるべき公証倫理委員会規則が定められた。
- 札幌法務局では、平成25年10月28日に札幌大通公証役場に赴き、三上公証人から事情を聴き、応接態度に改善すべきと思われたので改善を指導した。同公証人も指導についてわかったと答えた。同公証人の説明では、金品を脅しとろうとする人物と誤解したとのことであった。